# East West

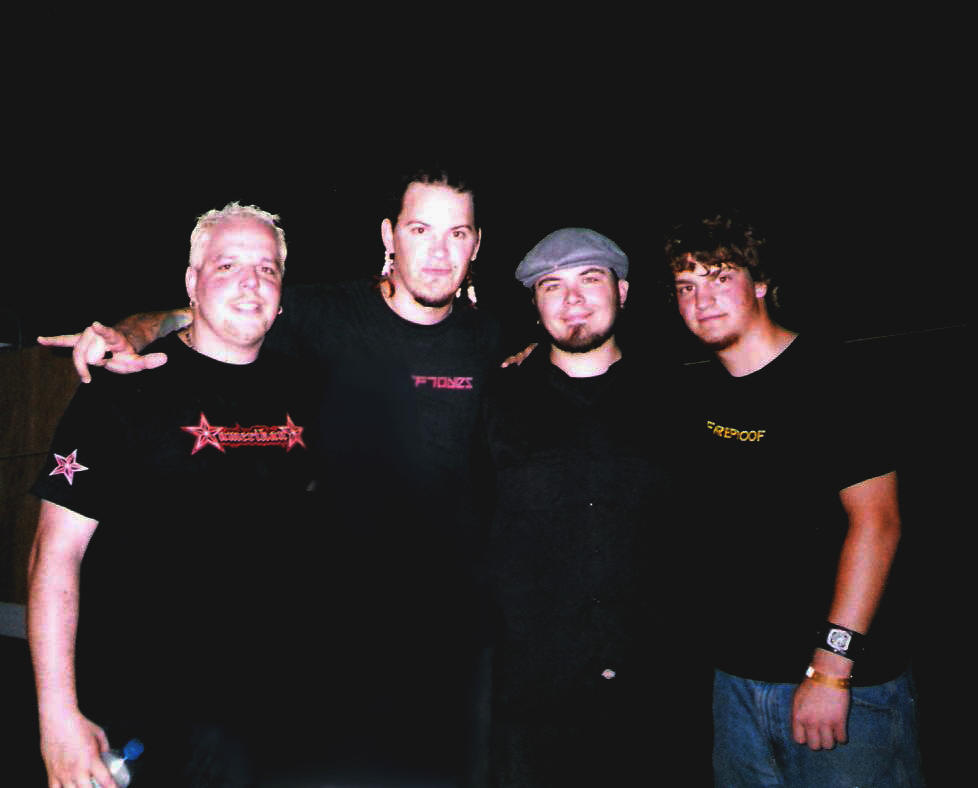
East West members."Adoración en Movimiento"

East West es una banda cristiana de nu metal formada en 1993 en la ciudad de Irvine, California.

## Biografía
East West fue creado en 1988 en San Fernando Valley tocando en la misma época de Mary's Danish y Warrant, siempre liderado por Mike Housen el "House", en 1991 hube cambios en la formación. entrando Vergura como baterista, la banda también tuvo fuertes influencias del extreme metal, en 1995, ellos lanzaron su primero EP, tras varios cambios con las gravadoras, ellos fueron para la Floodgate Records lanzaron su mejor álbum hasta hoy "The Light In Guinevere's Garden" en 2001 que contiene varias canciones memoráveis: "Superstar" , "Closure", "Wake", "She Crees". Aún lanzaron 2 álbumes más "Vintage" y "Hope In Anguish".

## Integrantes
- Mike Tubbs - (vocal)
- Mike "House" Housen - (guitarra eléctrica)
- James "JJ" Jenkins - (bajo)
- Bobby Vergura - (batería)

## Discografía
- ???: East West Demo (Independiente)
- 1995: East West EP (Independiente)
- 1996: Rachel's Silence (TISUMI Records)
- 1997: Untitled (TISUMI Records) (no lanzado)
- 1998: East West (Backbone Records)
- 2001: The Light In Guinevere's Garden (Floodgate Records)
- 2003: Vintage (Floodgate Records)
- 2003: Hope In Anguish (Floodgate Records)